# Tapalóc
Tapalóc (horvátul: Zrinski Topolovac) falu és község Horvátországban Belovár-Bilogora megyében. A megye legkisebb községe, mely mindössze három települést foglal magában.

## Fekvése
Belovártól légvonalban 15, közúton 18 km-re északnyugatra, a Bilo-hegység déli oldalának enyhe dombvonulatán fekszik.

## A község települései
Tapalóc mellett Jakopovac és Križ Gornji tartozik a községhez.

## Története
A régészeti leletek tanúsága szerint területe már a bronzkorban lakott volt. A településtől északnyugatra emelkedő Strmograd nevű magaslaton végzett feltárások során egy, a kora bronzkori vinkovci kultúrához tartozó település maradványait tárták fel. A települést az itt talált számos bronzkori cseréptöredék alapján datálták.
A települést 1397-ben "Thapolouch", 1398-ban "Tapalouch", 1406-ban "Thapalouch", 1412-ben "Topolouch", 1439-ben "Thapolowcz", 1449-ben "Thopolowacz", 1498-ban "Thapalowcz" alakban említik. 
Neve a nyárfa horvát nevéből (topola) eredhet, bár e fafajta ma már nem jellemző ezen a tájon. Egykori várát 1366-tól említik a rojcsai szlavón kerület királyi váraként. 1396-ban prodavízi Ördög Istváné, majd 1398-ban az uradalom szerdahelyi Ders Mártoné és utódaié a Dersfieké, de a várat ekkor már nem említik. Valószínűleg 1397-ben pusztult el. A középkorban egy másik vár is állt a településen, melyet Žeđin-gradnak neveznek. Ez a Szent Mihály plébániatemplom alatti völgyben állt. A négyszögletes alaprajzú várat kettős árok övezte. A maradványokat a szakemberek a 15-16. századra keltezték. A tapalóci plébániát 1591-ben említik először a komarniki főesperesség alsó részén.
A török megszállás teljesen megváltoztatta az itteni táj képét. A lakosság legnagyobb része az ország biztonságosabb részeire menekült, másokat rabságba hurcoltak. Ezután ez a vidék több évtizedre lakatlanná vált. A török uralom után a területre a 17. századtól folyamatosan telepítették be a keresztény lakosságot. A tapalóci plébániát az elsők között alapították újra. Ez mindenképpen az 1667-ben íródott egyházi sematizmus előtt történt. Területe a mainál sokkal nagyobb volt, magában foglava a Bilo-hegység nagy részét és a mai rovišćei, illetve a donji mosti plébániához tartozó falvakat. Mai határai csak 1965-ben alakultak ki. A település 1774-ben az első katonai felmérés térképén a falu „Dorf Topolovacz” néven szerepel. A település katonai közigazgatás idején a szentgyörgyi ezredhez tartozott.
A település Lipszky János 1808-ban Budán kiadott repertóriumában „Topolovecz” néven szerepel.  
Nagy Lajos 1829-ben kiadott művében „Topolovecz” néven 169 házzal, 926 katolikus és 6 ortodox vallású lakossal találjuk.
A katonai közigazgatás megszüntetése után Magyar Királyságon belül Horvátország részeként, Belovár-Kőrös vármegye Belovári járásának része volt. A településnek 1857-ben 967, 1910-ben 1.253 lakosa volt. Az 1910-es népszámlálás szerint lakosságának 97%-a horvát anyanyelvű volt. 1918-ban az új szerb-horvát-szlovén állam, majd később Jugoszlávia része lett. 1941 és 1945 között a németbarát Független Horvát Államhoz, majd a háború után a szocialista Jugoszláviához tartozott. A háború után a fiatalok elvándorlása miatt lakossága folyamatosan csökkent. 1991-től a független Horvátország része. 1991-ben lakosságának 99%-a horvát nemzetiségű volt. 2011-ben a településnek 608 lakosa volt.

## Lakossága
| Lakosság változása | Lakosság változása | Lakosság változása | Lakosság változása | Lakosság változása | Lakosság változása | Lakosság változása | Lakosság változása | Lakosság változása | Lakosság változása | Lakosság változása | Lakosság változása | Lakosság változása | Lakosság változása | Lakosság változása | Lakosság változása |
| ------------------ | ------------------ | ------------------ | ------------------ | ------------------ | ------------------ | ------------------ | ------------------ | ------------------ | ------------------ | ------------------ | ------------------ | ------------------ | ------------------ | ------------------ | ------------------ |
| 1857               | 1869               | 1880               | 1890               | 1900               | 1910               | 1921               | 1931               | 1948               | 1953               | 1961               | 1971               | 1981               | 1991               | 2001               | 2011               |
| 967                | 1.056              | 969                | 1.102              | 1.215              | 1.253              | 1.209              | 1.134              | 1.122              | 1.134              | 1.079              | 959                | 824                | 700                | 676                | 608                |

(Az 1869-es adat Domankuš lakosságát is tartalmazza.)

## Nevezetességei
- Szent Mihály főangyal tiszteletére szentelt római katolikus plébániatemploma[8] 1723-ban épült a középkori gótikus templom barokk stílusú átépítésével. Végleges formáját az 1764-es megújítás után nyerte el. Egyhajós épület keleti irányú sokszögű szentéllyel, a déli oldalon a Szent József oldalkápolnával, az északi oldalon sekrestyével. A harangtorony a nyugati homlokzat felett áll. Berendezése részben barokk, részben a 20. század elején készült. A berendezésből kiemelkedik a főoltár és a Szent József oltár. A főoltár barokk alkotás, központjában Szent Mihály fülkében álló aranyozott szobrával, két oldalán aranyozott angyalszobrok és akantuszlevelek díszítik. A Szent József oltár 1768-ban készült. A Horvátországban ritka monstranciás oltárok közé tartozik, világos, színes oltárképével rokokó hangulatot áraszt. Szent Péter, Szent Pál, Szent Lúcia és Szent Apollónia szobrai egykor egy barokk oltárhoz tartoztak. A Madonnát gyermekével ábrázoló szobor a 18. század első felében készült. Megemlítendő még a sekrestye barokk ajtaja, minőségi kovács és asztalosmunka.

- A plébánia[9] emeletes, L alaprajzú épülete a 17. és a 18. század fordulóján épült a katonai hatóságok számára. Később az egyház vette át. Az épület csehsüveg boltozatos, a folyosó és a pince dongaboltozatos. A hozzá tartozó barokk Szenvedő Krisztus kápolna egyhajós, négyszög alaprajzú épület félköríves szentéllyel, a főhomlokzat felett harangtoronnyal. A kápolna szintén csehsüveg boltozatú, félkupolás szentéllyel. A torony piramis alakú toronysisakkal, az épület nyeregtetővel fedett. Berendezéséből fennmaradt az eredeti főoltár.

- A plébániatemplom alatti völgyben található a „Žeđin-grad” régészeti lelőhely Žedin várának romjaival. Négyszög alaprajzú, északkelet-délnyugati tájolású építmény volt, melyet kettős árok övezett. Ma csak a vár déli fala látható. A régészeti feltárások igazolták, hogy égetett téglából épült és megtalálták a leégett faépületek maradványait is. A vár korát a szakemberek a 15. – 16. századra keltezték.

- Tapalóc középkori vára a településtől keletre emelkedő magaslaton állt. Ez a hely az első katonai felmérés térképén „Sztari Grad” néven szerepel. A várnak mára nyoma sem maradt.

## Gazdaság
A lakosság legnagyobb része mezőgazdasággal foglalkozik, ezen belül kiemelkedő a tejtermelés és a juhtenyésztés. A Hrast d.o.o. cég tíz főt foglalkoztat.

## Oktatás
A településen négy osztályos elemi iskola működik.

## Kultúra
A Zrínyi-napok rendezvénysorozata, melyet minden év szeptemberében tartanak meg. A napok keretében tudományos előadások, kiállítások, művészeti és zenei előadások, koncertek, sportesemények kerülnek megrendezésre.

## Sport
- Az NK Zrinski Topolovac labdarúgóklub a megyei második osztályban szerepel.
- A ŠK Ivan Dvoržak sakk-klub számos megyei és országos versenyen szerepelt már eredményesen.

## Egyesületek
A község legaktívabb egyesülete a Katarina Zrinski nőegylet.